# Завидовское сельское поселение (Белгородская область)
Зави́довское се́льское поселе́ние — упразднённое муниципальное образование в Яковлевском районе Белгородской области.
Административный центр — село Завидовка.
19 апреля 2018 года упразднено при преобразовании Яковлевского района в городской округ.

## История
Завидовское сельское поселение образовано 20 декабря 2004 года в соответствии с Законом Белгородской области № 159.

## Население
| 2010 | 2011  | 2012  | 2013 | 2014 | 2015 | 2016 |
| ---- | ----- | ----- | ---- | ---- | ---- | ---- |
| 1037 | ↘1032 | ↘1009 | ↘992 | ↘980 | ↘973 | ↘942 |
| 2017 | 2018  |       |      |      |      |      |
| ↘920 | ↘904  |       |      |      |      |      |

## Состав сельского поселения
| № | Населённый пункт | Тип населённого пункта       | Население |
| - | ---------------- | ---------------------------- | --------- |
| 1 | Завидовка        | село, административный центр | ↗571      |
| 2 | Мариновка        | село                         | ↗108      |
| 3 | Подымовка        | село                         | ↗128      |
| 4 | Раково           | село                         | ↘179      |
| 5 | Трубецкой        | хутор                        | ↗51       |